# کاکایی کلاه‌قهوه‌ای

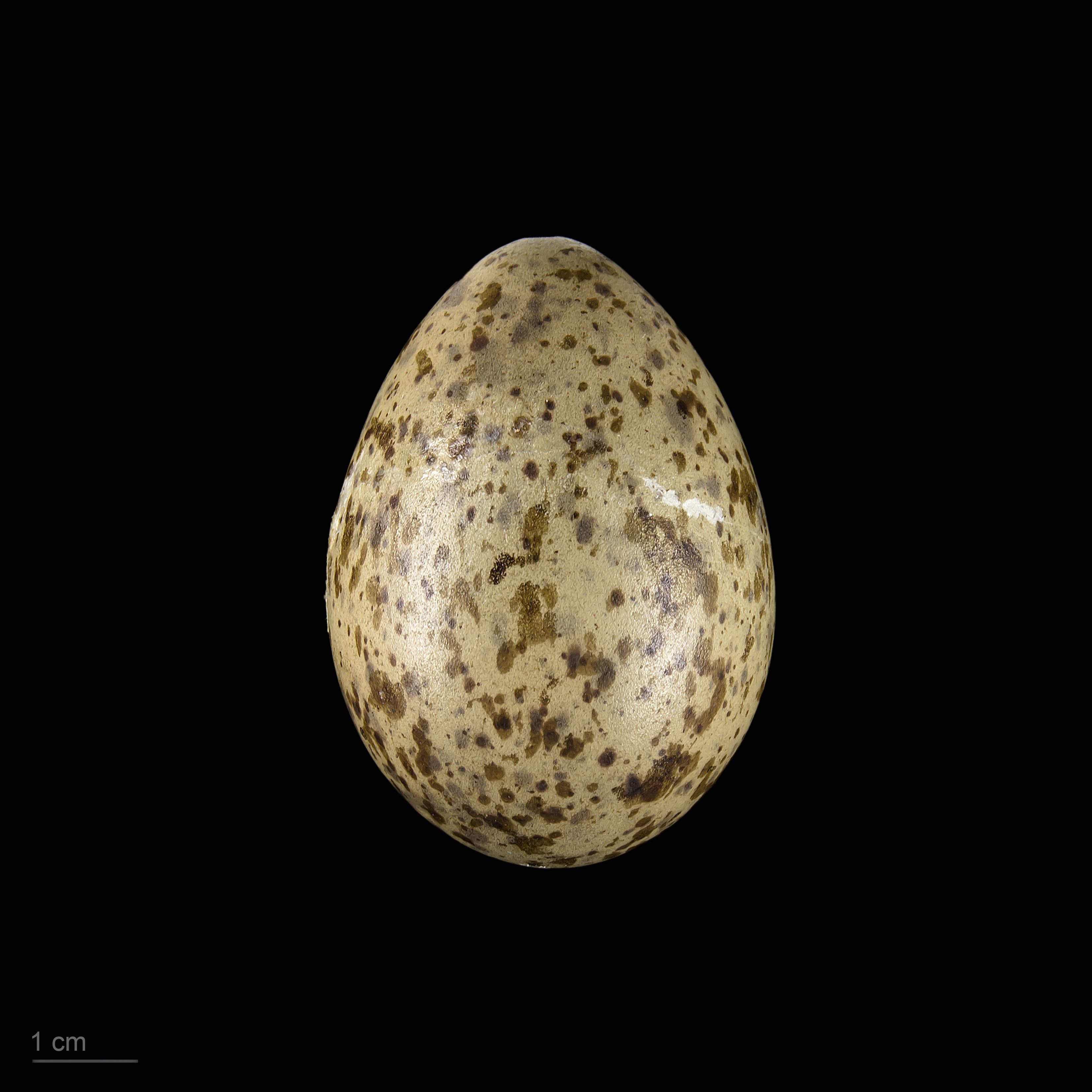
Chroicocephalus maculipennis

کاکایی کلاه‌قهوه‌ای (نام علمی: Chroicocephalus maculipennis) نام یک گونه از سرده کاکایی‌های رنگین‌سر است.
پرنده بالغ دارای سر و گلوی قهوه ای تیره با نیم دایره سفید در اطراف قسمت خلفی چشم است، در حالی که گردن، سینه و شکم سفید است. منقار و پاها قرمز است.